# Barbara Bürer
Barbara Bürer (* 23. Februar 1955 in Rapperswil SG) ist eine Schweizer Hörfunk- und Fernsehmoderatorin und Journalistin.

## Leben
Nachdem Bürer ihre kaufmännische Lehre 1974 abgeschlossen hatte, wurde sie Sekretärin beim Schweizer Fernsehen. 1978 wechselte sie zum Büro Cortesi, wo sie bis 1980 ein Journalismus-Volontariat absolvierte. Bürer wurde 1980 freie Journalistin beim Schweizer Radio DRS im Studio Bern und wechselte im November 1983 in die Redaktion und Moderation der Sendung Graffiti auf DRS 3.
1986 wurde sie Sport-Redaktorin beim Tages-Anzeiger, 1988 Redaktorin und Moderatorin der Sendung Max beim Schweizer Fernsehen; ab 1991 arbeitete sie als Reporterin wieder beim Tages-Anzeiger. 1996 erhielt sie den Berner Medienpreis für Lokaljournalismus. Von 1997 bis 2000 war Bürer Reporterin bei der deutschen Wochenzeitung Die Zeit, dann Redaktorin für Das Magazin, ab 2002 bis 2007 erneut Reporterin beim Tages-Anzeiger.
Von Februar 2007 bis Ende 2018 moderierte Bürer (als «Nachtwächterin») die Call-in-Sendung nachtwach auf SRF 1 und DRS 3. Die Sendung wurde nach 12 Jahren Ende 2018 aus Spargründen eingestellt. Von 2007 bis 2011 war sie Redaktorin bei Radio DRS 1.
Bürer lebt in Rapperswil-Jona.

## Werke
- Und unterwegs ein Hauch Make-up: Porträts – Reportagen – Alltagsgeschichten. Mit einem Vorwort von Roger de Weck. Krösus, Zürich 1998, ISBN 3-906647-07-2.